# Скіфська плита
Скі́фська плита́, Скі́фська платфо́рма — платформенна область з байкальським або частково герцинським фундаментом, прикритим могутнім осадовим чохлом. У рельєфі Скіфської плити переважають рівнини Північного Кавказу і Степового Криму. Є частиною структури Середземноморського геосинклінального поясу.
СП займає значну частину північно-західного шельфу Чорного моря, центральну частину Азовського моря та Рівнинний Крим. У районі північно-західного шельфу Чорного моря СП простягається в субширотному напрямку смугою, що має ширину 150—180 км; її південною границею є материковий схил Чорноморської глибоководної котловини.
СП простягається від масиву Північної Добруджі на заході до Північного Каспію на сході в субширотному напрямку смугою шириною 150—180 км. На півдні СП від глибоководної Чорноморської западини відокремлює Одер-Кавказький лінеамент. У будові плити виділяються великі тектонічні елементи — складчаста зона Добруджі і Придобруджинський палеозойський прогин. Вони відрізняються один від одного віком фундаменту, стратиграфічними особливостями осадового чохла, походженням та історією формування.
Складчаста споруда Добруджі розташовується в західній частині СП і з заходу обмежена глибинними розломами (Лунковіца-Консул, Печеняга-Камена). Південною границею є околиця СП, східна межа проходить по Одеському розлому, на півночі — по Кагул-Георгіївському тектонічному шву. Придобруджинський палеозойський перікратонний прогин розташований з північно-західної частини плити. Південно-західним кордоном прогину є Кагул-Георгіївський розлом, що відокремлює прогин від складчастої зони Добруджі. На заході прогин виположується і зчленовується з Передкарпатським прогином. Одеський розлом є східним кордоном, а північний борт прогину переходить в південний схил Українського щита. За Арцизським розломом, амплітуда якого збільшується з півночі на південь, розташований виступ Зміїний, обмежений з усіх боків розломами.
У будові фундаменту СП виділяються два структурних комплекси: верхній і нижній. Нижній структурний комплекс складний древніми породами, які були зім'ті в складки в байкальську епоху складчастості. Верхній структурний комплекс представлений палеозойськими породами, дислокованими головним чином в герцинську епоху складчастості, внаслідок чого зазнали впливу більше молодих тектонічних рухів. У будові гетерогенного складчастого фундаменту СП беруть участь утворення ранньо- і піздньобайкальського, герцинського і кімерійського структурних комплексів, що розвивалися в евгеосинклінальних умовах. Складчастий фундамент байкальського віку, метаморфізований до амфіболітової і/або зеленосланцевої фацій, передбачається на Чорноморсько-каламітському валу і валу Губкіна.
Осадовий чохол СП представлений, в основному, відкладами альпійського структурного комплексу, у складі якого виділяються: нижньокрейдовий, верхньокрейдовий-еоценовий, олігоцен-нижньоміоценовий і середньоміоцен-антропогеновий структурні поверхи.
Фундамент представлений сланцево-вапняковою товщею, зібраною в складки; чохол — морськими осадовими товщами юри, крейди і палеогену (пісковики і піски, вапняки, мергелі, глини), а також морськими, лиманово-морськими і континентальними відкладеннями неогену і антропогену. Обмежена на півночі південним краєм Східно-Європейської платформи, а на півдні — складчастими структурами Гірського Криму, Керченського півострова і Північного Кавказу.

## Інтернет-ресурси
- ОДНА З НАЙДРЕВНІШИХ ДІЛЯНОК ЗЕМНОЇ КОРИ